# Späte Schachbrett-Herbstzeitlose
Die Späte Schachbrett-Herbstzeitlose (Colchicum variegatum) ist eine Pflanzenart aus der Gattung der Zeitlosen (Colchicum) in der Familie der Zeitlosengewächse (Colchicaceae).

## Beschreibung

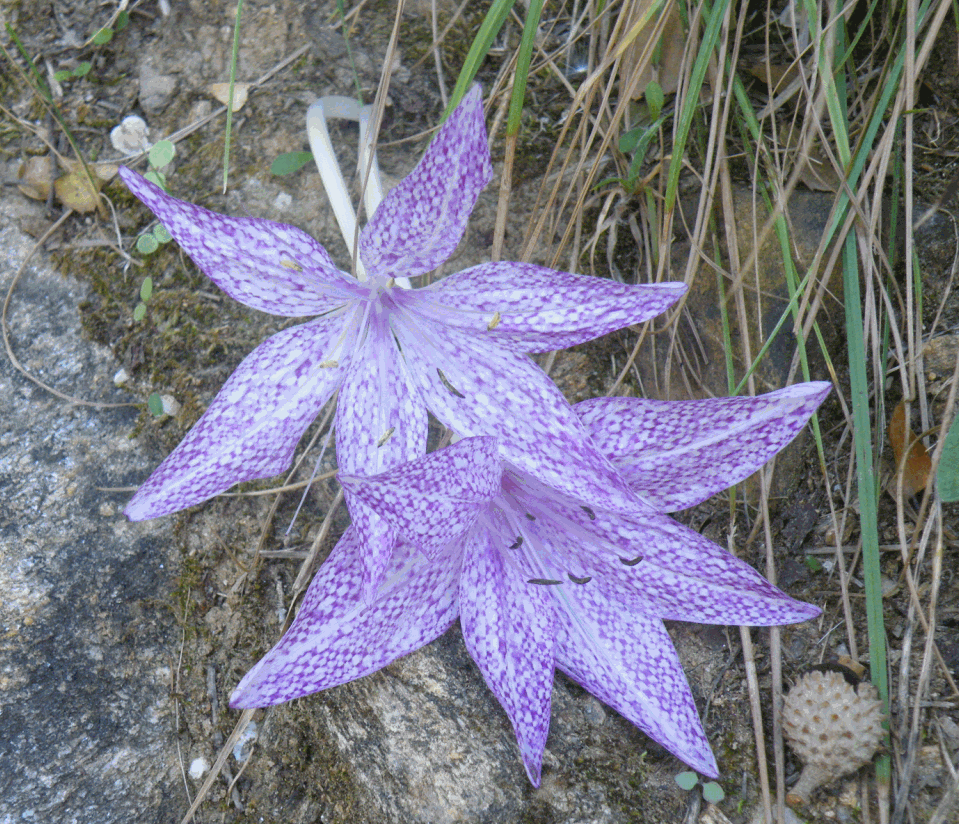
Späte Schachbrett-Herbstzeitlose (Colchicum variegatum)

Die Späte Schachbrett-Herbstzeitlose ist ein ausdauernde Knollenpflanze, die Wuchshöhen von 7 bis 18 Zentimeter erreicht. Die 3 bis 4 Blätter sind lineal-lanzettlich, wellig und leicht blaugrün. Sie messen 9 bis 15 × 0,7 bis 2,5 Zentimeter. Die Perigonzipfel sind ausgebreitet, spitz oder stumpf, kahl, oft am Ende gedreht, am Grund fast nicht verschmälert und weisen ein starkes Schachbrettmuster auf. Sie messen 40 bis 60 (selten 22 bis 70) × 10 bis 20 (selten 5 bis 25) Millimeter. Die Narbe läuft um 1,5 bis 2,5 Millimeter herab.
Die Blütezeit reicht von Oktober bis November, selten beginnt sie bereits im September.
Die Chromosomenzahl beträgt 2n = 44.

## Vorkommen
Die Späte Schachbrett-Herbstzeitlose kommt im südöstlichen Griechenland, in der Ägäis und der südwestlichen und südlichen Türkei vor. Die Art wächst auf offenen Tannen- und Kiefernwäldern, auf Roterde zwischen Kalkblöcken, in Macchien und in Wacholder- und Erika-Gebüschen in Höhenlagen von 150 bis 1450 Meter vor. Bei Bodrum (SW-Türkei) wurde ein Exemplar an der Küste gefunden.

## Taxonomie
Die Späte Schachbrett-Herbstzeitlose wurde 1753 von Carl von Linné in Species Plantarum Band 1, Seite 342 als Colchicum variegatum erstbeschrieben. Synonyme sind Colchicum parkinsonii Hook.f. und Colchicum variegatum subsp. parkinsonii (Hook.f.) K.Richt.

## Nutzung
Die Späte Schachbrett-Herbstzeitlose wird zerstreut als Zierpflanze in Rasen, Gehölzrändern und Staudenbeete sowie als Schnittblume genutzt. Sie ist seit spätestens 1629 in Kultur.